# Screwjob di Montréal

L'attimo nel quale Earl Hebner decretò la vittoria di Shawn Michaels per sottomissione

Con l'espressione Screwjob di Montréal (in inglese Montréal Screwjob) si indica quanto accaduto domenica 9 novembre 1997 al Molson Centre di Montréal (Canada) durante il pay-per-view Survivor Series, evento organizzato dalla federazione di wrestling statunitense nota come World Wrestling Federation. L'episodio, considerato tra i più controversi nella storia del wrestling professionistico, fu il culmine di un lungo intrigo di potere ordito da alcuni membri della federazione di Stamford al fine di far vincere il titolo mondiale a Shawn Michaels a discapito di Bret Hart senza che quest'ultimo sapesse alcunché (legit).
Nell'autunno del 1997, Hart avrebbe dovuto lasciare la World Wrestling Federation per approdare alla rivale World Championship Wrestling, seguendo il percorso che negli anni precedenti avevano già intrapreso altri importanti lottatori come Hulk Hogan e "Macho Man" Randy Savage; tuttavia il proprietario della WWF, Vince McMahon, non voleva assolutamente che il canadese passasse alla concorrenza in qualità di campione del mondo e pertanto, dopo settimane di colloqui con la dirigenza, ordinò di cambiare il finale del match di Survivor Series senza avvisare la maggior parte dei propri dipendenti.
Lo screwjob generò molte polemiche sia all'interno che all'esterno della WWE e fu in parte raccontato nel documentario Wrestling with Shadows del 1998. Il rapporto tra Hart e la federazione di Stamford si ricucì gradualmente nella seconda metà degli anni duemila: il canadese fu infatti introdotto nella Hall of Fame sabato 1º aprile 2006, il giorno prima di WrestleMania 22, e tornò in uno show televisivo della WWE lunedì 4 gennaio 2010, in qualità di ospite speciale di Monday Night Raw; quella sera lui e Shawn Michaels, i cui screzi personali erano di molto antecedenti allo screwjob, appianarono le loro divergenze riconciliandosi con un abbraccio che pose fine alle polemiche di dodici anni prima.

## Le premesse

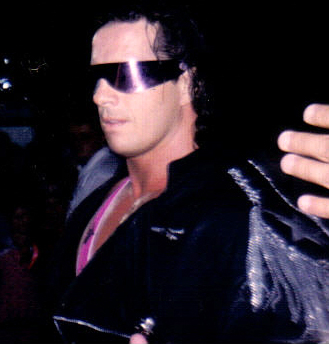
Bret Hart era un veterano della WWF

All'epoca dello Screwjob di Montréal, Bret Hart era un veterano della World Wrestling Federation, essendo al suo tredicesimo anno di attività nella federazione di Stamford: il canadese aveva cominciato la propria carriera a fine anni settanta, come parte della Hart Foundation nella Stampede Wrestling di Stu Hart, ma ottenne i suoi più grandi successi da singolo una volta arrivato in WWF a metà degli anni ottanta. Nell'autunno del 1996 rifiutò un contratto triennale da otto milioni di dollari propostogli dalla rivale World Championship Wrestling, preferendo l'accordo ventennale offertogli da Vince McMahon, il quale gli promise di renderlo il lottatore più pagato della compagnia e gli assicurò un posto importante nella dirigenza in seguito ad un eventuale ritiro; sia Hart che McMahon videro questa trattativa come una dimostrazione di reciproca lealtà.
A partire dalla metà del 1997, tuttavia, la WWF si trovò in serie difficoltà finanziarie a causa dell'agguerrita competizione con la WCW; i piani di McMahon di trasformare la federazione in una public company rendevano inoltre necessario ridurre i contratti a lunga scadenza dei lottatori più anziani. Il proprietario incominciò quindi a rinviare i pagamenti di Hart, portandolo a conoscenza dei problemi economici della compagnia e rivelandogli di voler puntare su nuove stelle emergenti tra cui Steve Austin, The Rock e Triple H. Nell'ottobre del 1997 la WCW propose al canadese un contratto triennale da quattro milioni di dollari più il "controllo creativo" sul suo personaggio (aveva quindi garantita l'ultima parola sulle decisioni di booking riguardanti se stesso); McMahon comprese che probabilmente la WWF non avrebbe potuto pagare tali somme e quindi comunicò il proprio pensiero ad Hart, cercando di convincerlo ad accettare l'offerta della concorrenza. Nonostante qualche tentennamento iniziale, Hart e la WCW raggiunsero un accordo definitivo ad inizio novembre, senza però comunicare la notizia per evitare di intaccare l'effetto sorpresa.

## La cronaca

### Il problema del titolo
Con Bret Hart virtualmente passato alla World Championship Wrestling, la preoccupazione più grande di Vince McMahon era quella di trovare un modo per farlo uscire dalla World Wrestling Federation senza possedere il titolo mondiale; in passato, infatti, si era verificato il caso scottante di Alundra Blayze che, una volta trasferitasi alla WCW in qualità di campionessa femminile, aveva buttato la cintura della WWF in un secchio della spazzatura durante una puntata di Monday Nitro, attirando pubblicità negativa nei confronti della federazione di Stamford. Hart garantì a McMahon che nulla del genere sarebbe mai accaduto e si accordò con i dirigenti della WWF affinché l'annuncio della sua partenza non venisse dato fino a quando non si fosse verificato il passaggio del titolo ad un altro lottatore. 
Quando ad Hart venne comunicato che la perdita del titolo mondiale sarebbe avvenuta al pay-per-view Survivor Series, nella città di Montréal (Canada), il canadese fece ricorso alla clausola sul "controllo creativo" del personaggio, sostenendo che avrebbe sì lasciato la cintura prima di andarsene, ma non nel suo paese d'origine: ci si trovò quindi di fronte ad una situazione decisamente spinosa in quanto il lottatore di punta della WWF aveva già firmato un contratto con la concorrenza e aveva accettato di perdere il titolo mondiale, ma il luogo e le modalità della sconfitta erano ancora oggetto di discussione; inoltre gli screzi personali tra Hart e Shawn Michaels, l'uomo designato per conquistare la cintura, impedivano alla federazione di arrivare ad una decisione che accontentasse tutti i coinvolti.
A detta di Bret Hart, l’acredine con Shawn Michaels nasceva da un battibecco tra i due avuto mesi prima, quando il canadese venne a sapere dell’intenzione della Compagnia di fargli cedere il titolo in favore del ragazzo “spezzacuori”. L’Hitman ha più volte dichiarato che nello spogliatoio ebbe a dire a Michaels di non avere alcun problema nel “farsi battere” da lui. Quest’ultimo, per tutta risposta, affermò di apprezzare Bret per questo, ma che, a parti inverse, non avrebbe fatto la stessa cosa per lui. Ciò indispettì Hart, il quale chiese a MacMahon di avere un confronto a tre per questa dichiarazione di Michaels. Settimane dopo il colloquio a tre ebbe luogo, ma Vince non chiese spiegazioni di quanto accaduto a Michaels, dichiarandogli piuttosto il suo interesse affinché HBK vincesse il titolo da Bret. Ciò lasciò un profondo dispiacere nel cuore del canadese che, in quell’istante, si decise a non voler concedere la vittoria a Michaels. A questo triste episodio si aggiunse il famoso promo di Shawn Michaels in una puntata di Raw, passato alla storia come “Sunny days”. In questo discorso, Shawn accusò Bret di aver vissuto una relazione extraconiugale con la diva Sunny, allora presenza femminile di punta degli spettacoli WWF per la sua avvenenza. L’allusione fatta compromise il matrimonio di Bret, soprattutto perché fu del tutto inaspettata. Infatti Bret dichiarò di non aver mai voluto applicare “limiti” ai promo degli avversari, purché ciò che avrebbero detto sul ring venisse opportunamente concordato tra gli atleti anticipatamente. Tuttavia, i diverbi on screen tra i due avversari divennero sempre più infuocati, non risparmiandosi alle volte dei veri e propri “colpi bassi”. Qualche tempo prima Bret aveva dato a Shawn del sex symbol per omosessuali, dopo che questi aveva posato per la nota rivista playboy con solo la cintura di campione WWF a coprire le pudenda. Questo clima teso impedì alla federazione, nella persona di Vince MacMahon, di attuare i piani che aveva in programma, creando le condizioni perché lo “Screwjob” avesse luogo.

### La presunta soluzione

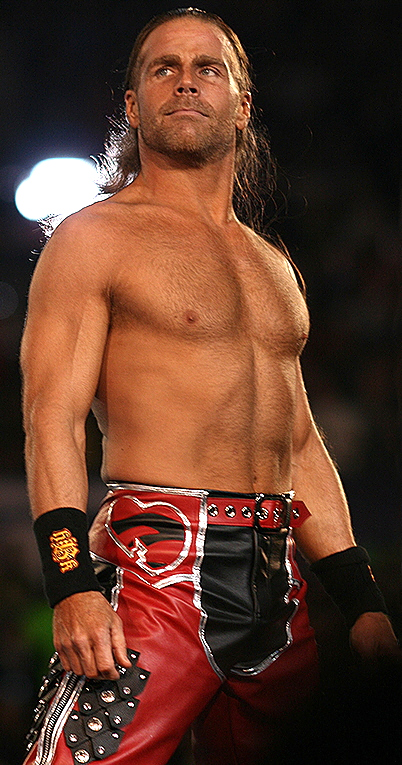
Shawn Michaels divenne il nuovo campione mondiale della WWF

Dopo settimane di studio, la dirigenza della WWF trovò finalmente una soluzione: un match controverso, avente come preludio una rissa nel backstage tra i due contendenti, l'arbitro al tappeto nel momento clou dell'incontro e l'interferenza della Hart Foundation (British Bulldog, Jim Neidhart e Owen Hart) che avrebbe portato un nuovo direttore di gara a decretare la squalifica; Hart non avrebbe quindi perso il titolo mondiale (la vittoria dello sfidante per squalifica permette al campione di mantenere la cintura), ma lo avrebbe reso vacante nella puntata di Monday Night Raw che si sarebbe svolta la sera dopo al Corel Centre di Ottawa (Canada). 
Secondo quanto concordato con Hart nel programma suggerito da Pat Patterson, Michaels avrebbe dovuto bloccare il suo avversario con la Sharpshooter in un momento in cui l'arbitro Earl Hebner era svenuto a terra, ma successivamente il canadese avrebbe invertito la mossa a suo vantaggio grazie ad una sottomissione al piede; Michaels avrebbe ceduto alla stretta di Hart mentre l'arbitro era ancora incosciente, per cui egli avrebbe mollato la presa per risvegliare il direttore di gara, facendosi però sorprendere dalla Sweet Chin Music del rivale. A quel punto, dal backstage, sarebbe dovuto arrivare un secondo arbitro, Mike Chioda, per contare lo schienamento di Michaels su Hart, ma sarebbe stato buttato fuori dal ring dalla Hart Foundation ed il match si sarebbe quindi concluso con la squalifica.

### Lo svolgimento del match
Bret ha più volte dichiarato in seguito di aver percepito che qualcosa sarebbe andato storto sul ring, e che si stesse ordendo un complotto contro di lui. Qualche giorno prima, parlando con alcuni suoi colleghi, disse che sarebbe stato più tranquillo se, come arbitro della contessa, avessero designato l’amico Earl Hebner. Appena seppe che fu lui l’arbitro indicato per il match, il canadese gli si avvicinò confidandogli il suo timore di poter essere raggirato. Earl gli rispose, a detta di Bret, giurando sui suoi figli che non avrebbe mai permesso una cosa simile. Il match iniziò con una rissa nel backstage, come previsto dal copione, e procedette sul ring nel modo in cui avrebbe dovuto secondo il piano concordato; ciònonostante vi erano molti uomini della sicurezza ai lati del quadrato, il che faceva supporre che qualcosa di strano sarebbe potuto accadere.
Hart e Michaels seguirono alla lettera il piano preparato dalla dirigenza finché si arrivò al momento topico del match: con l'arbitro Earl Hebner a terra, dopo aver subìto il suo ref-bump, Michaels colpì Hart e lo chiuse nella Sharpshooter; il copione avrebbe dovuto prevedere ancora un po' di sofferenza del canadese fino all'arrivo di Chioda. Tuttavia Hebner passò improvvisamente dall'essere sdraiato a terra allo stare in piedi in perfetta forma e, mentre Michaels non mollava la gamba di Hart, urlò al timekeeper Mark Yeaton di suonare la campanella, decretando così la fine dell'incontro per sottomissione nonostante Hart non avesse ceduto alla Sharpshooter; Michaels vinse il match e divenne il nuovo campione mondiale della WWF.
Il pubblico, impietrito, non capì cosa stesse accadendo, così come la maggior parte di coloro i quali si trovavano a bordo ring. Michaels fuggì via, sebbene al momento sembrasse anche lui in confusione, mentre Hebner si allontanò di corsa verso una macchina che lo aspettava nel backstage e che lo avrebbe riportato immediatamente in albergo. Hart rimase sul ring tra l'incredulo e l'infuriato, poi andò da McMahon e gli sputò in faccia; nel frattempo la trasmissione era finita con una brusca interruzione da parte dei commentatori Jerry Lawler e Jim Ross. A telecamere spente, Hart sfasciò tutto quello che trovò a portata di mano, finché dal backstage arrivò la Hart Foundation per calmarlo. A quel punto, il canadese prese in mano un microfono e, dopo aver ringraziato i fan per il loro sostegno, tracciò con le dita le iniziali della WCW. Bret fu poi scortato da un abbondante numero di uomini della security nello spogliatoio.

### I postumi del match

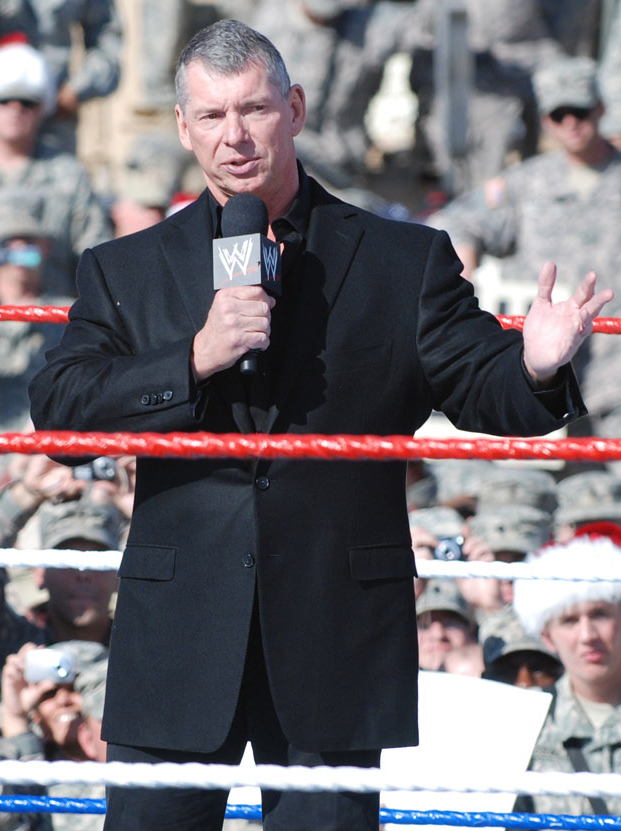
Vince McMahon venne aggredito da Bret Hart in seguito allo screwjob

Al termine del match, Hart incontrò dietro le quinte Michaels, il quale negò ogni suo coinvolgimento nella vicenda e gli promise che la sera successiva non avrebbe festeggiato con la cintura di campione, cosa che tuttavia fece; nel frattempo The Undertaker era furibondo: prese a pugni la porta dello studio di McMahon, gli urlò di uscire e lo obbligò ad andare a chiedere scusa ad Hart. McMahon entrò quindi nello spogliatoio del canadese per scusarsi, spiegando i motivi dell'accaduto, ovvero evitare di vederlo in WCW con il titolo di punta della WWF ancora alla vita; Hart rispose che questo non sarebbe stato affatto un problema, minacciando poi il proprietario di prenderlo a pugni. Difatti, poco prima di entrare in doccia, gli disse che se fosse rimasto ancora lì al suo ritorno, se ne sarebbe pentito. Così fu, e i due iniziarono una zuffa, a fatica sedata dai presenti. Bret ha ammesso di aver valutato la situazione in un attimo, notando che l’unico modo per colpire MacMahon sarebbe stato con un gancio. Il pugno fu tremendo tanto che il patron della WWF cadde all’indietro tramortito. Fu rimesso in piedi da alcuni astanti, e scortato fuori dallo spogliatoio. Le immagini di un Vince claudicante furono riprese da una troupe televisiva che stava girando un documentario sulla vita del canadese, “Wrestling with shadows”. Nel mentre la colluttazione aveva luogo, la moglie di Bret si scagliò contro un giovane Triple H, allora amico e compagno di stabile di Michaels, augurandogli che il male che avevano commesso ritornasse loro contro. Triple H, per tutta risposta, smentì un suo coinvolgimento nella faccenda, preferendo un imbarazzante silenzio durante quei momenti di sfogo della donna. Nella puntata di Monday Night Raw successiva a Survivor Series, alcuni wrestler tra cui l'intera Hart Foundation saltarono le registrazioni del programma per solidarietà nei confronti del collega. In quella puntata, la DX (Shawn Michaels e Triple H), chiamarono sul ring Bret Hart, per discutere di quanto successo 24 ore prima. Tuttavia Bret non si presentò, come era ovvio, e al suo posto fece la sua apparizione un uomo affetto da nanismo con indosso i vestiti dell’Hitman. Questo fu l’ennesimo dileggio ai danni del lottatore in quei giorni così tragici per lui.
In seguito allo screwjob, Hart passò alla WCW mentre McMahon decise di sfruttare la situazione controversa per costruire il proprio personaggio da boss malvagio all'interno degli show televisivi della WWF: cominciò ad apparire a Monday Night Raw come il proprietario heel della compagnia, favorendo od ostacolando i wrestler a proprio piacimento (kayfabe); tutto questo portò poi alla grande rivalità tra McMahon e Steve Austin, simbolo della cosiddetta Attitude Era. 
Nel frattempo, Hart, nonostante un clamoroso esordio in WCW, che lo vide aiutare Sting a strappare il titolo dei pesi massimi dalle mani di Hulk Hogan, non riuscì a raggiungere obiettivi importanti nella sua nuova casa: la dirigenza della WCW decise di non ritagliare un posto adeguato ad un lottatore del suo calibro, accontentandosi semplicemente di averlo sottratto alla concorrenza. Nel dicembre del 1999 il canadese fu infine costretto al ritiro dal wrestling professionistico a causa di una commozione cerebrale subìta durante un match contro Bill Goldberg a Starrcade.
Per molti anni, ad ogni spettacolo che la WWF ha organizzato in Canada e alla presenza sul ring di uno qualunque dei protagonisti dello screwjob (soprattutto Vince McMahon e Shawn Michaels), i fan si sono ribellati nei confronti della federazione con pesanti cori di disapprovazione.

## La riconciliazione
Con il passare degli anni, il rancore di Bret Hart e dei fan nei confronti della World Wrestling Federation si affievolì sempre di più fino a raggiungere una graduale riconciliazione; a tal proposito, quando Shawn Michaels ritornò in Canada da babyface nel maggio del 2004, il pubblico non intonò i soliti cori di disapprovazione nei suoi confronti.
Il 3 novembre 2005, sul sito ufficiale della federazione, comparve un messaggio che sanciva la pace raggiunta tra Hart e Vince McMahon dopo diversi tentativi andati a vuoto nel corso degli anni precedenti; il canadese acconsentì all'uscita di un DVD celebrativo della sua carriera e sabato 1º aprile 2006, a Chicago, venne introdotto nella Hall of Fame. 
Nella puntata di Monday Night Raw andata in onda lunedì 28 dicembre 2009, McMahon annunciò che Hart sarebbe stato l'ospite speciale dell'episodio del 4 gennaio 2010; quella sera Michaels si scusò con il canadese, ma altrettanto non fece McMahon che, rimanendo fedele al proprio personaggio, lo colpì con un calcio basso ed esclamò di "averlo fregato un'altra volta" (kayfabe). Fu dunque messa in atto una storyline tra Hart e McMahon che continuò per il resto delle settimane, fino a quando non fu sancita una sfida tra i due in un Lumberjack match a WrestleMania 26: Hart vinse l'incontro per sottomissione grazie alla Sharpshooter con la sua intera famiglia a supportarlo a bordo ring ed il fratello Bruce nel ruolo di arbitro.